# Represje wobec Świadków Jehowy w Polsce w latach 1945–1956
Represje wobec Świadków Jehowy w Polsce w latach 1945–1956 – aresztowania i represje stosowane przez organy Ministerstwa Bezpieczeństwa Publicznego wobec polskich Świadków Jehowy. Celem akcji była likwidacja tego ugrupowania religijnego w Polsce przez władze komunistyczne. Największa fala aresztowań miała miejsce w nocy z 21 na 22 czerwca 1950 roku. Ogółem aresztowano około 5000 osób. Według statystyk rządowych represje w tym okresie miały dotknąć 90% Świadków Jehowy.

## Stosunek władz do Świadków Jehowy w latach 1945–1950
Po II wojnie światowej Świadkowie Jehowy przez władze komunistyczne od samego początku postrzegani byli bardzo krytycznie – ze względu na aktywność misyjną, odmowę służby wojskowej i kolportaż literatury religijnej również w języku niemieckim. Już w 1946 roku Świadkami Jehowy zainteresowały się służby bezpieczeństwa ze względu na dostarczane przez informatorów sugestie, jakoby agitowali oni za bojkotem wyborów.
Pierwsze rządowe represje wobec Świadków Jehowy zaczęły się w roku 1946. W lutym tego roku do łódzkiego oddziału Towarzystwa Strażnica po raz pierwszy wkroczyli funkcjonariusze UB. Dokonano rewizji i aresztowania niemal wszystkich pracowników biura. Jedna z osób pozostawionych w biurze przekazała telegraficznie informację o aresztowaniach do Biura Oddziału w Bernie, którego działalność nadzorował Alfred Rütimann. Jego interwencja w ambasadzie polskiej w Bernie skłoniła władze dbające o swój wizerunek na arenie międzynarodowej do wycofania się z tych działań i zwolnienia aresztowanych tydzień później.
W latach 1947 i 1948 wojewódzkie UBP założyły i prowadziły wobec Świadków Jehowy sprawę obiektową o kryptonimie „Prawda”. W czerwcu 1949 roku na 2 lata więzienia skazano funkcjonariusza MO w Krakowie Józefa Ptaka, który miał przekazywać informacje o planowanych działaniach podejmowanych wobec Świadków Jehowy. 24 lipca 1949 roku wydalono z kraju dwóch misjonarzy, absolwentów Biblijnej Szkoły Strażnicy – Gilead, Stefana Behunicka i Pawła Muhaluka, których uznano za głównych organizatorów działalności szpiegowsko-dywersyjnej na rzecz Stanów Zjednoczonych, jaką zdaniem władz mieli prowadzić polscy Świadkowie Jehowy . W sierpniu 1949 roku na dwa lata więzienia skazano krakowskiego Świadka Jehowy, Antoniego Bistę  .
Bezpośrednią przyczyną represji stała się odmowa złożenia podpisów pod apelem sztokholmskim – zarówno przez związek wyznaniowy, jak i jego poszczególnych wiernych. Proces zbierania podpisów pod apelem rozpoczął się 16 kwietnia 1950 roku. Odmowę złożenia podpisu traktowano jako poparcie dla „amerykańskich imperialistów” i sprzeciw wobec „pokojowej polityki” ZSRR. Stało się to dla komunistycznej władzy dogodnym pretekstem do rozpoczęcia represji wobec tej grupy wyznaniowej, zwłaszcza że składania podpisów odmawiali zwykli wierni, swoją postawę tłumacząc neutralnością wobec polityki państwa. W efekcie rozpoczęła się pierwsza fala aresztowań, która miała na celu likwidację tego związku wyznaniowego.

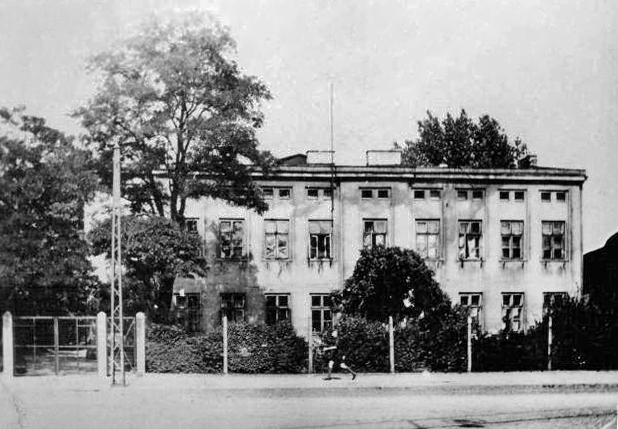
Biuro Oddziału w Łodzi przy ul. Rzgowskiej 24 (zdjęcie z roku 1948)

W nocy 21 kwietnia 1950 roku kilkudziesięcioosobowa grupa funkcjonariuszy UB wtargnęła do Biura Oddziału w Łodzi. Postawiono zarzut, że pracownicy Biura są szpiegami na rzecz Stanów Zjednoczonych i „usiłują zmienić przemocą ustrój Polski Ludowej”. W czasie przeszukania nie znaleziono jednak czegokolwiek, co mogłoby ten zarzut potwierdzić. Skonfiskowano dokumenty dotyczące działalności wyznaniowej. Nazajutrz aresztowano członków zarządu Biura, który stanowili: Edward Kwiatosz – przewodniczący, Wilhelm Scheider – wiceprzewodniczący, Harald Abt – sekretarz, Władysław Jędzura – skarbnik. Pozostali wolontariusze postanowili wydrukować i rozesłać do zborów jak najwięcej czasopism. Po zużyciu całego zapasu papieru (około 20 ton) i wysłaniu literatury przystąpili do zabezpieczenia powielaczy, maszyn do pisania i archiwum. Do pozostałych w biurze pracowników wysyłano listy, w których fikcyjni zainteresowani prosili o spotkanie na ulicach Łodzi. W rzeczywistości chodziło jednak o to, aby pracowników Biura Oddziału wywabić na ulice, skąd kilku uprowadzono .

## Aresztowania
W nocy z 21 na 22 czerwca 1950 roku dokonano w całym kraju setek rewizji w domach Świadków Jehowy i pierwszych masowych aresztowań. W Łodzi i okolicach zatrzymano 107 osób. Zatrzymano również wszystkich pozostałych pracujących w Biurze Oddziału i umieszczono w areszcie WUBP w Łodzi przy ul. Anstadta. Funkcjonariusze WUBP nad wszystkimi zatrzymanymi znęcali się zarówno fizycznie, jak i psychicznie. Zajęto również miejsca zebrań religijnych Świadków Jehowy. 30 czerwca 1950 roku członkowie Sekretariatu Biura Politycznego KC PZPR: Bolesław Bierut, Jakub Berman, Józef Cyrankiewicz, Aleksander Zawadzki, Roman Zambrowski, Edward Ochab i Zenon Nowak uznali, że sprawę zarzucanej Świadkom Jehowy działalności agenturalnej na rzecz Stanów Zjednoczonych trzeba niezwłocznie nagłośnić w prasie. Zorganizowano konferencję prasową, na której minister bezpieczeństwa publicznego Stanisław Radkiewicz określił Świadków mianem „szpiegów imperializmu siejących histerię wojenną”.
2 lipca 1950 roku ogłoszono w prasie decyzję podpisaną przez Antoniego Bidę, dyrektora Urzędu do Spraw Wyznań, delegalizującą działalność Świadków Jehowy w Polsce. Urząd ten odmówił rejestracji Zrzeszenia Świadków Jehowy w Polsce oraz orzekł przejęcie majątku przez państwo . Zajęty majątek przedstawiał tak niewielką wartość, że odstąpiono od powołania głównego likwidatora.
25 lipca 1950 roku Dyrektor Departamentu V MBP Julia Brystiger rozesłała „Instrukcję nr 29” zaadresowaną do wszystkich szefów wojewódzkich oraz powiatowych UB „w związku z likwidacją sieci szpiegowsko-dywersyjnej pozostającej na usługach imperializmu amerykańskiego, działającej pod przykrywką sekty Świadków Jehowy”. W ramach tej instrukcji Brystiger nakazała opracować „plan wysiedlenia świadków Jehowy z pasów granicznych i ważnych ośrodków gospodarczych i strategicznych”, co doprowadziło do licznych aresztowań przeprowadzonych jeszcze latem tego roku. Ogółem aresztowano około 5 tysięcy osób. Wśród aresztowanych znalazło się również około 150 osób, które przeszły przez hitlerowskie obozy koncentracyjne.
Wicewojewoda olsztyński Krzysztof Koral przesłał taką opinię do MBP:

Stosunek wyznawców do wszelkich religii jest negatywny, gdyż rozluźniają oni więzy społeczne, podkopują karność, dyskredytują tradycję i starają się obalić każdy autorytet nie pochodzący od Jehowy. Metodą ich jest straszenie opornych i nabieranie naiwnych (...). Działalność ich jest wybitnie antyspołeczna i antydemokratyczna, bowiem zwalcza przynależność do jakichkolwiek związków i stowarzyszeń o charakterze czy to zawodowym czy też społecznym. Uchylają się oni od udziału w życiu zbiorowym i nie popierają żadnej akcji społecznej; zwalczają służbę wojskową i bezpieczeństwa, uświadamiają o nie braniu udziału w wyborach, tłumacząc, że głos swój mogą oddać tylko Bogu. (...) głównym źródłem [wsparcia] jest U.S.A. – Centrala w Brooklynie oraz Szwecja.

Tego typu materiałami dowodowymi posłużono się przy formułowaniu oskarżenia.

## Pokazowe rozprawy sądowe

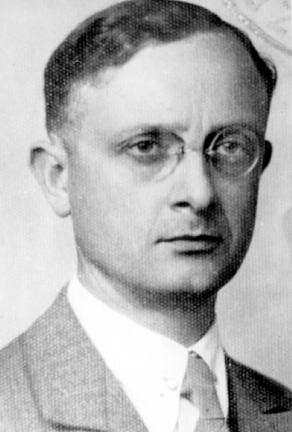
Wilhelm Scheider (w latach 1939–1945 więzień niemieckich obozów koncentracyjnych, a w latach 1950–1956 oraz 1960–1964 więziony przez komunistyczne władze)

Przeciw Świadkom Jehowy przeprowadzono dwa procesy pokazowe. W dniach od 16 do 22 marca 1951 roku przed Wojskowym Sądem Rejonowym przy ulicy Koszykowej 82 w Warszawie przy drzwiach zamkniętych przeprowadzono rozprawę sądową, w której na ławie oskarżonych znalazło się siedem osób, w tym czterech członków zarządu krajowego: Wilhelm Scheider, Edward Kwiatosz, Harold Abt i Władysław Jędzura. Wyroki sięgały dożywotniego więzienia, prokurator wojskowy mjr Jan Orliński żądał nawet kary śmierci dla Wilhelma Scheidera. Scheidera skazano na dożywocie, pozostałych członków kierownictwa na piętnaście lat pozbawienia wolności, natomiast Władysława Sukiennika skazano na dziesięć lat, Jana Liczkego – na sześć lat, a Naftalego Glasberga – na pięć lat więzienia.
Członkom zarządu krajowego postawiono zarzut:

Posługując się sfałszowanymi wersetami Biblii głosili o rzekomej nieuchronności kataklizmu wojennego, zohydzili ruch w obronie pokoju, starali się zniechęcić żołnierzy do służby w Wojsku Polskim, a równocześnie gloryfikowali kapitalistyczny ustrój Stanów Zjednoczonych i straszyli użyciem bomby atomowej (…). Wypróbowani agenci amerykańscy – Scheider i współoskarżeni – przekształcili sektę w sieć wywiadowczą, która zbierała i przekazywała za granicę tajne informacje z dziedziny wojskowej, gospodarczej i politycznej. Wśród dowodów rzeczowych (…) znajdują się liczne mapy sztabowe i szkice terenowe, na których oskarżeni oznaczali ważne strategicznie obiekty wojskowe i przemysłowe.

Druga rozprawa pokazowa odbyła się w dniach od 10 do 14 marca 1955 roku w Łodzi. Na ławie oskarżonych znaleźli się Jan Lorek, Władysław Sklarzewicz, Tadeusz Chodara, Mieczysław Cyrański i Stanisław Nabiałczyk, uznani przez władze za kierownictwo Świadków Jehowy. Lorek, Sklarzewicz i Chodara zostali skazani na 12 lat więzienia, Cyrański na 8 lat, a Nabiałczyk na 6 lat więzienia  . W wyniku brutalnych przesłuchań, w okresie przygotowawczym do tej rozprawy, szósty z oskarżonych zmarł w areszcie śledczym, a inni, postawieni później na ławie oskarżonych, w wyniku stosowanych wobec nich brutalnych praktyk doznali w trakcie śledztwa załamania nerwowego.
Niemal wszystkim aresztowanym stawiano zarzut prowadzenia działalności szpiegowskiej na rzecz Stanów Zjednoczonych (przestępstwo z art. 7 Dekretu z dnia 13 czerwca 1946 r. o przestępstwach szczególnie niebezpiecznych w okresie odbudowy państwa). Proces przesłuchań i oczekiwanego przyznania się do winy przebiegał według schematu: Podejrzanym nie dawano jedzenia ani picia i kazano przez 72 godziny klęczeć na podłodze lub wtrącano przesłuchiwanych na 24 dni nago do ciasnej betonowej celi nazywanej „psią budą”, w której nie było miejsca, by usiąść, położyć się lub stanąć prosto. Regularnie stosowano wstrząsy elektryczne, przy czym elektrody przyczepiano do najbardziej wrażliwych części ciała, takich jak stopy czy broda. Oskarżonych wieszano, a gdy tracili przytomność, cucono w wannie z wodą, po czym kontynuowano tortury. Następnie oprawcy domagali się od przesłuchiwanych przyznania do zarzucanego im szpiegostwa.

## Druga fala aresztowań
Druga fala aresztowań nastąpiła w 1952 roku. W wyniku przesłuchań w latach 1950–1956 śmierć poniosło co najmniej 16 członków Świadków Jehowy. Do roku 1958 udokumentowano 18 takich przypadków. Liczbę 40 ofiar wymienia religioznawca Kazimierz Urban.
Delegalizacja Świadków Jehowy nastąpiła jednocześnie w Polsce i w radzieckiej strefie okupacyjnej Niemiec. Zarówno czas podejmowanych działań, jak też podejmowane przez te służby metody, wykazują wzajemne związki pomiędzy nimi oraz koordynację działań. Na terenie radzieckiej strefy okupacyjnej w latach 1950–1961 aresztowano łącznie 2891 Świadków Jehowy, wśród których 2202 osoby (w tym 674 kobiety) otrzymały wyroki skazujące na przeciętnie pięć i pół roku więzienia za rzekomą działalność antypaństwową, szpiegostwo lub „podżeganie do wojny”. Z tej grupy w aresztach zmarło 60 osób – zarówno mężczyzn, jak i kobiet. W dniach 3 i 4 października 1950 roku przeprowadzono proces pokazowy przeciw dziewięciu Świadkom Jehowy zajmującym kierownicze stanowiska w związku religijnym .
Według opublikowanych później drukiem wspomnień Świadków Jehowy z tamtych czasów, przebywający w więzieniu wspólnie z Alojzym Prostakiem, aresztowanym w Szczecinie w maju 1952 roku nadzorcą podróżującym z Krakowa, adwokat Witold Lis-Olszewski, poruszony jego postawą, złożył mu obietnicę podejmowania się po wyjściu z więzienia obrony Świadków Jehowy . W wyniku tortur stosowanych w śledztwie Alojzy Prostak zmarł 11 września 1954 roku. Po opuszczeniu więzienia Witold Lis-Olszewski zorganizował zespół adwokacki, który w okresie największego zakazu działalności Świadków Jehowy bronił członków tego wyznania w około 30 procesach miesięcznie .
Początkowo wydawało się, że represje w Polsce odniosły pożądany przez władze skutek. Po fali masowych aresztowań liczba głosicieli w kraju spadła o połowę. Według statystyk władz represje miały dotknąć 90% Świadków Jehowy . Jednak represje te nie zatrzymały działalności Świadków Jehowy ani nie doprowadziły do likwidacji tej organizacji. Nie przerwano działalności misyjnej, nadal konspiracyjnie drukowano i kolportowano literaturę religijną. Rozwój liczebny polskiej społeczności Świadków podczas tych prześladowań był ewenementem w skali światowej. Liczba dorosłych wyznawców zwiększyła się w latach 1950–1953 o ponad 50% (do prawie 28 tysięcy). Pomimo ofiar śmiertelnych – około czterdziestu – i tysięcy uwięzionych nastąpił rozwój. W związku z tym prezes ogólnoświatowej organizacji Świadków Jehowy Nathan Homer Knorr napisał do polskiego kierownictwa wyznania w przechwyconym przez organa bezpieczeństwa liście: „Dobrze nam się powiodło w ostatnich sześciu lub siedmiu latach i będziemy mogli w przyszłości nadal tak postępować naprzód bez ich uznania”.
Akcja i procedura likwidacyjna były ułatwione ze względu na niechęć wobec Świadków Jehowy ze strony katolickiego społeczeństwa. Władze, przynajmniej na szczeblu lokalnym, miały świadomość, że mają do czynienia „z tymi”, którzy „koncentrowali się na walce z Watykanem”, a jednak w roku 1950 nie brały pod uwagę możliwości wykorzystania ich jako „narzędzia” wymierzonego w Kościół katolicki. Już w roku 1946 przedstawiciel Wojewódzkiego Urzędu Bezpieczeństwa Publicznego w Łodzi próbował nakłonić Świadków Jehowy do współpracy przeciw Kościołowi katolickiemu. Po otrzymaniu odpowiedzi odmownej na tę oraz powtórzoną cztery miesiące później propozycję władze zaczęły utrudniać Świadkom Jehowy działalność. Dlatego w czasach stalinizmu nikt nie brał pod uwagę takich koncepcji. Ponownie koncepcje i działania aparatu władzy zmierzające do wykorzystania Świadków Jehowy przeciw Kościołowi katolickiemu powróciły w późniejszym okresie. Natomiast Świadkowie Jehowy w wymierzonych przeciw nim represjach doszukiwali się współpracy władz państwowych z hierarchami rzymskokatolickimi.
Pod koniec 1955 roku z powodu prowadzenia działalności religijnej w aresztach, więzieniach i obozach pracy wciąż pozostawało 185 Świadków Jehowy (w tym 30 kobiet), a także 169 skazanych za odmowę pełnienia służby wojskowej. Wiosną 1956 rozpoczął się proces zwalniania z więzień dziesiątek Świadków Jehowy. W sierpniu tego roku zwolniono z więzienia Wilhelma Scheidera. Po fali ciężkich prześladowań, jakie władze zastosowały wobec Świadków Jehowy w latach 1950–1956, nastąpił krótki okres spokoju. Poprzedzał on ponowne represje i przyjęcie w latach 1957–1977 strategii zmierzającej do „wewnętrznego rozkładu” organizacji Świadków Jehowy.